# EXIT (PASSENGERSのアルバム)
『EXIT』（エグジット）は、PASSENGERSの3枚目のアルバム。

## 概要
井上龍仁名義で「イニシャル"K"」の作曲を手掛けた月光恵亮がプロデュースを坂井紀雄がサウンドプロデュースを担当したラストアルバム。

## 収録曲
全曲、作詞：大野美樹　作曲：森永淳哉　編曲：PASSENGERS（特記以外）
1. 素直になりたい
森永曰く、「レッド・ツェッペリンの曲聴いて「ああこういう曲だったらいいかな」と。この曲だったらカラー的に許してくれるのではないかと思って。ただ、タイコがついていけなくて、少し物足りない」とのこと[1]。
2. ボーダーライン
作曲：松原剛
3. Precious
4. Don't Stop Bus
5. NO EXIT
6. いまさらHappy Birthday
7. Crazy Driver
8. 日曜日の夕方には
9. イニシャル"K"
作曲：井上龍仁
10. 1990'S

## レコーディング参加
- 大野美樹 - ボーカル、ギター
- 森永淳哉 - ギター、コーラス
- 松原剛 - ベース、コーラス
- 水梨隆 - ドラム、コーラス
  - 前野知常 - キーボード